# Bartolomé Godó

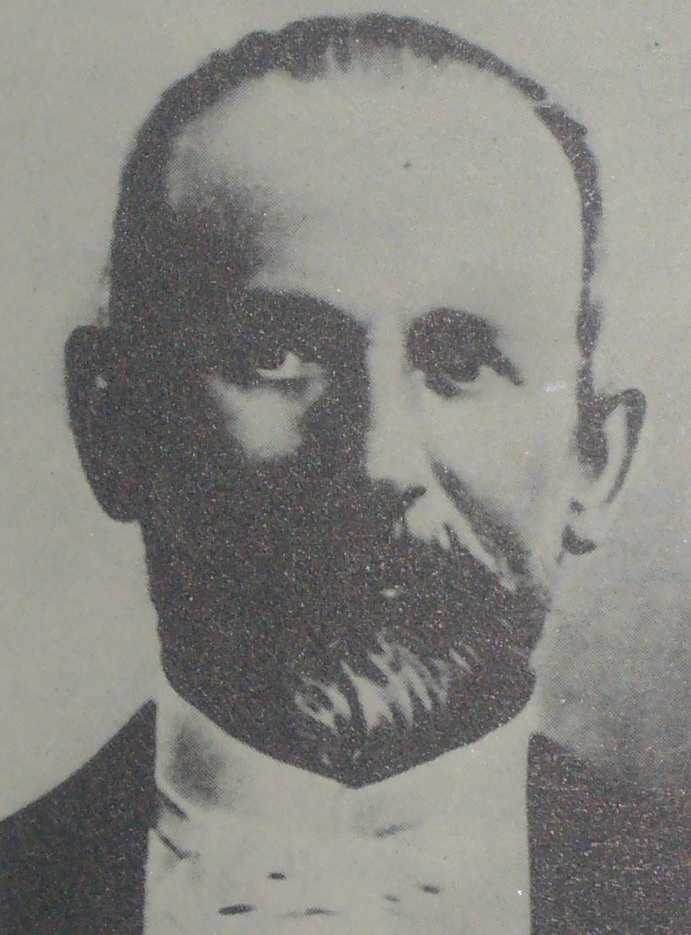
Bartolomé Godó y Pié.

Bartolomé Godó y Pié (Igualada, 21 de febrero de 1839 – Barcelona, 22 de enero de 1894) fue un político y empresario español, fundador del diario La Vanguardia, conjuntamente con su hermano Carlos Godó y Pié (1834-1897)

## Biografía
Bartolomé Godó nació el año 1839 en Igualada, siendo uno de los nueve hijos de Ramón Godó i Llucià. Su hermano Ramón Godó y Pié (1825-1883) era “el hereu” (según la tradición hereditaria catalana, hijo mayor al que se le otorgan los bienes familiares) de la familia, y Bartolomé y Carlos debido a eso se instalaron en Barcelona en el año 1856, para posteriormente trasladarse a Bilbao y Oviedo, donde establecieron delegaciones comerciales de la industria textil familiar. Bartolomé se casó con María Gloria de Eguía y Muruaga. La crisis relacionada con la tercera guerra carlista (1872-1876), les obligó a cerrar las delegaciones familiares y volver a Barcelona. Junto a Pedro Milá y Pi fundaron Godó Hermanos y Cía, compraron una fábrica de hilados de yute y construyeron otra, subsidiaria de tejidos de yute. Esta última se mantuvo activa hasta la pérdida de los territorios coloniales españoles en el año 1898, pero la de hilados continuó funcionando con el nombre de Godó y Trias, S.A., pese a que ya no tenían a sus principales proveedores de materia prima. Ambos hermanos fueron miembros activos del Partido Liberal, dirigido por Práxedes Mateo Sagasta y ocuparon cargos políticos, tanto a nivel local como nacional. Bartolomé Godó fue teniente alcalde del Ayuntamiento de Igualada y Diputado a las Cortes por Igualada en las elecciones de 1881 y de 1886
Él y su hermano Carles fundaron el diario La Vanguardia el día 1 de febrero de 1881, para difundir sus doctrinas liberales.
Bartolomé Godó también fue promotor del ferrocarril Igualada-Martorell, y directivo de la compañía CFEIM, entre 1882 y 1883. Este proyecto le sirvió como lanzadera para ganar las elecciones en 1881, ante la candidatura conservadora de Camacho, promotora de la línea rival Igualada-Sant Sadurní.
Bartolomé Godó murió en Barcelona el mes de enero de 1894, después de tres años de una larga enfermedad. La capilla ardiente se instaló en la calle Provenza 111. Su funeral se celebró el 24 de enero en la iglesia de Jesús del barrio de Gracia y fue enterrado en el Cementerio de Montjuic.